# Forêts humides des Seychelles et des Mascareignes
Les forêts humides des Seychelles et des Mascareignes forment une région écologique identifiée par le Fonds mondial pour la nature (WWF) comme faisant partie de la liste « Global 200 », c'est-à-dire considérée comme exceptionnelle au niveau biologique et prioritaire en matière de conservation. Elle regroupe trois écorégions terrestres des Seychelles et des Mascareignes (Maurice et La Réunion):
- les forêts des Seychelles granitiques
- les forêts des Mascareignes
- les broussailles xérophiles de l'île d'Aldabra